# Isuzu Oasis
 (avril 2018).
Si vous disposez d'ouvrages ou d'articles de référence ou si vous connaissez des sites web de qualité traitant du thème abordé ici, merci de compléter l'article en donnant les références utiles à sa vérifiabilité et en les liant à la section « Notes et références ».
Pour les articles homonymes, voir Oasis (homonymie).
L'Isuzu Oasis est un monospace commercialisé aux États-Unis par Isuzu de 1996 à 1999 comme une version rebadgée de la première génération de Honda Odyssey, le seul monospace commercialisé par Isuzu. 

## Histoire
Par accord, Honda a rebadgé les Isuzu Rodeo et Isuzu Trooper comme les Honda Passport et Acura SLX, respectivement. À son tour, Isuzu a rebadgé les Honda Odyssey, Honda Accord et Honda Domani commercialisées respectivement sous les noms d'Isuzu Oasis, d'Isuzu Aska et d'Isuzu Gemini. Après le restylage du Honda Odyssey en 1998, Isuzu continua de commercialiser l'Oasis avec des changements mineurs. Plus tard les Oasis ont été équipés d'un moteur 2.3 VTEC d'origine Honda semblable au moteur de la Honda Accord de sixième génération.